# شهرستان وسترا یوتلاند
شهرستان وسترا یوتلاند (به سوئدی: Västra Götalands län) یکی از شهرستان‌های کشور سوئد است که در غرب این کشور واقع شده‌است. این شهرستان با ۱٫۵۵۰٫۰۰۰ نفر جمعیت دومین شهرستان پرجمعیت در سوئد است و ۱۷ درصد کل جمعیت این کشور را تشکیل می‌دهد. این شهرستان با شهرستان‌های ورملاند، اوربرو، اوستریوتلاند، یونشوپینگ، هاللاند و کشور نروژ مرز مشترک دارد. مرکز این شهرستان شهر یوتبری است.